# 王光宇 (嘉靖進士)
王光宇（1510年—？），字德潛，山西平陽府蒲州臨晉縣人，民籍，明朝政治人物。

## 生平
嘉靖七年（1528年）戊子科山西鄉試第十名舉人，十四年（1535年）中式乙未科會試第一百五十六名，三甲第一百二十二名進士。授博興縣知縣，升戶部郎中，督理甘肅糧儲，出為陝西按察司僉事、分巡隴右。

## 家族
曾祖王玘；祖父王進；父王謙益，母李氏。具慶下。